# Andrzej Jaeschke
Andrzej Jaeschke (ur. 27 czerwca 1953 w Krakowie) – polski polityk, politolog, profesor nauk humanistycznych, profesor zwyczajny Uniwersytetu Pedagogicznego w Krakowie, senator V kadencji.

## Życiorys
Ukończył studia na Wydziale Prawa i Administracji Uniwersytetu Jagiellońskiego (1976). W 1981 obronił na tej uczelni doktorat z nauk politycznych i podjął pracę w krakowskiej Akademii Pedagogicznej im. Komisji Edukacji Narodowej. W 1996 habilitował się (na Wydziale Nauk Społecznych Uniwersytetu Śląskiego, na podstawie pracy Myśl społeczno-polityczna Zygmunta Zaremby w latach 1916–1967). W 2003 otrzymał tytuł naukowy profesora nauk humanistycznych. W Akademii Pedagogicznej w Krakowie objął funkcję dyrektora Instytutu Politologii i kierownika Zakładu Współczesnych Systemów Politycznych; w 1997 został wicedyrektorem Instytutu Badań Społecznych i Międzynarodowych w Warszawie, a w 2000 wykładowcą w Wyższej Szkole Biznesu i Przedsiębiorczości w Ostrowcu Świętokrzyskim oraz w Krakowskiej Szkole Wyższej im. Andrzeja Frycza-Modrzewskiego. W latach 1996–1998 był członkiem rady nadzorczej Banku Przemysłowo-Handlowego.
Jego zainteresowania zawodowe obejmują nauki polityczne i nauki o prawie, szczególnie historię doktryn politycznych i prawnych, prawo konstytucyjne, prawo rodzinne, prawo oświatowe, prawo międzynarodowe. Ogłosił kilkadziesiąt publikacji naukowych, w tym trzy książki.
Do 1990 był członkiem PZPR, potem SdRP (zasiadał w jej radzie naczelnej). Członek Związku Nauczycielstwa Polskiego. W 1999 wraz z SdRP przystąpił do Sojuszu Lewicy Demokratycznej. W latach 1994–1996 i 1998–2001 był radnym rady miasta Krakowa, w której przewodniczył Komisji Praworządności (1994–1996). W latach 2001–2005 z ramienia SLD zasiadał w Senacie, reprezentując okręg krakowski, był zastępcą przewodniczącego Komisji Ustawodawstwa i Praworządności. W 2005 nie ubiegał się o reelekcję. W przedterminowych wyborach parlamentarnych w 2007 bez powodzenia kandydował do Sejmu z listy koalicji Lewica i Demokraci.
W SLD pełnił początkowo funkcję wiceprzewodniczącego rady regionalnej w Małopolsce, małopolskiego rzecznika dyscypliny partyjnej, w latach 2005–2008 był wiceprzewodniczącym partii, zasiadał także w radzie programowej Lewicy i Demokratów. W 2008 został członkiem komisji etyki SLD.

## Życie prywatne
Żonaty, ma syna Rafała.

## Odznaczenia
- Srebrny Krzyż Zasługi (1989)
- Srebrna Odznaka za Pracę Społeczną dla Miasta Krakowa (1989)
- Srebrny Medal „Za Zasługi dla Pożarnictwa” (1993)[3]